# Lenguas mongol-langam
Las lenguas mongol-langam son un grupo de lenguas papúes habladas en la cuencia del río Ramu en la provincia de Sepik Oriental en Papúa Nueva Guinea.

## Lenguas del grupo
De acuerdo con los datos del SIL (2003), este grupo de lengua estaría formado por las siguientes lenguas:
- Mongol, 340 hablantes[1]
- Langam, 410 hablantes[2]
- Yaul, 1210 hablanes[3]

## Clasificación
La clasificación de estas lenguas es todavía dudosa. Donald Laycock (1973) observó que estas lenguas marcaban de manera peculiar los nombres en el plural, tal como lo hacía las lenguas del bajo Sepik (nor-pondo) y las lenguas yuat, y también encontró similitudes léxicas con el yuat, mientras que los pronombres se asemejaban a las lenguas keram (Ramu). Malcolm Ross (2005) acepta que se trata de lenguas Ramu a partir de las formas de los pronombres. Sin embargo, Ethnologue (2009) las mantiene como familia independiente.